# Marc Silvestri
Marc Silvestri   (Palm Beach, 29 de març de 1958) és un dibuixant, creador i editor de còmics nord-americà. És director general tant de Top Cow Productions com d'Image Comics.

## Biografia
Marc Silvestri va néixer el 29 de març de 1958 a Palm Beach, Florida. Silvestri va descobrir els còmics per primera vegada a través del seu cosí, que era un àvid col·leccionista. Va ser durant les visites a la casa del seu cosí que Silvestri es va familiaritzar amb artistes com Jack Kirby, Bernie Wrightson i John Buscema. Silvestri anomena Wrightson, Buscema i Frank Frazetta com les seves principals influències. L'any 1992, Silvestri es va convertir en un dels set artistes originals, juntament amb Jim Lee, Whilce Portacio, Rob Liefeld, Erik Larsen, Todd McFarlane i Jim Valentino, per formar la companyia de còmics independent, Image Comics. Les col·leccions de títols de Silvestri es varen publicar sota el segell Top Cow i el primer títol publicat va ser Cyberforce. A més del dibuix, Silvestri també va ser guionista (i co-tramador) del títol Top Cow Codename: Stryke Force. Moltes de les històries de Silvestri van ser escrites pel seu germà, Eric Silvestri.
Les disputes entre els socis d'Image van fer que Silvestri deixés breument l'editorial el 1996, però va tornar després que Liefeld va trencar els seus vincles amb Image.
Els èxits de Top Cow inclouen els títols Witchblade, The Darkness, Inferno Hellbound (la publicació del qual es va interrompre per motius desconeguts) i Fathom.
Silvestri va produir la història i els esbossos preliminars dels personatges del videojoc Fighting Force de 1997.
El 2004, Silvestri va tornar a Marvel per escriure diversos números d'X-Men, col·laborant amb l'escriptor Grant Morrison. Més tard, va llançar un nou títol de Top Cow, Hunter-Killer amb l'escriptor Mark Waid. Va proporcionar portades per a la minisèrie de Marvel Comics, X-Men: Deadly Genesis d'Ed Brubaker i Trevor Hairsine.
El juny de 2006, Top Cow va llançar Cyberforce número 0 amb dibuix de Silvestri.
A finals de 2007 (data de portada desembre), va dibuixar a llapis l'one-shot X-Men: Messiah Complex, així com moltes portades en el crossover homònim següent.
Va continuar el seu treball a X-Men, dibuixant la primera entrega, en forma de l'encreuament d'un sol número d'Uncanny X-Men/Dark Avengers Utopia el 2009. Aquell mateix any, va contribuir a la minisèrie crossover d'Image United, dibuixant tots els personatges que va crear durant la seva carrera a Image que apareixien a la història.
El 2012, Silvestri va ser un dels diversos artistes que va il·lustrar una portada variant de The Walking Dead número 100 de Robert Kirkman, que es va estrenar l'11 de juliol a la San Diego Comic-Con.
El novembre de 2022, DC Comics va publicar la sèrie limitada Batman & The Joker: The Deadly Duo, escrita i dibuixada per Silvestri.
Silvestri està casat amb Bridget Silvestri.